# Chironomus riparius
Espèce
Chironomus riparius (la mouche arlequin) est une espèce d'insectes diptères de la famille des Chironomidae, commune en Amérique du Nord et en Europe. C'est une mouche non piqueuse qui ressemble à un moustique.
L'espèce, décrite en 1804 par l'entomologiste allemand, Johann Wilhelm Meigen, a été largement utilisée comme organisme modèle pour l'analyse de la structure du génome des insectes, ainsi que dans des essais toxicologiques et dans des études génétiques de développement fonctionnel. Les adultes, ainsi que leurs formes larvaires, sont impliqués comme vecteurs de maladies, mais contribuent aussi de façon importante à la chaîne alimentaire dans les écosystèmes aquatiques d'eau douce.